# سانت جيرمان (ويسكونسن)
سانت جيرمان (بالإنجليزية: St. Germain, Wisconsin)‏ هي بلدة تقع بولاية ويسكونسن في الولايات المتحدة. تبلغ مساحتها 103.7 (كم²)، وترتفع عن سطح البحر 486 م، بلغ عدد سكانها 1932 نسمة في عام 2000 حسب إحصاء مكتب تعداد الولايات المتحدة وتصل الكثافة السكانية فيها 21.9 نسمة/كم2.

## المناخ
يظهر الجدول التالي التغييرات المناخية على مدار السنة لسانت جيرمان:
| البيانات المناخية لـسانت جيرمان   | البيانات المناخية لـسانت جيرمان | البيانات المناخية لـسانت جيرمان | البيانات المناخية لـسانت جيرمان | البيانات المناخية لـسانت جيرمان | البيانات المناخية لـسانت جيرمان | البيانات المناخية لـسانت جيرمان | البيانات المناخية لـسانت جيرمان | البيانات المناخية لـسانت جيرمان | البيانات المناخية لـسانت جيرمان | البيانات المناخية لـسانت جيرمان | البيانات المناخية لـسانت جيرمان | البيانات المناخية لـسانت جيرمان | البيانات المناخية لـسانت جيرمان |
| الشهر                             | يناير                           | فبراير                          | مارس                            | أبريل                           | مايو                            | يونيو                           | يوليو                           | أغسطس                           | سبتمبر                          | أكتوبر                          | نوفمبر                          | ديسمبر                          | المعدل السنوي                   |
| --------------------------------- | ------------------------------- | ------------------------------- | ------------------------------- | ------------------------------- | ------------------------------- | ------------------------------- | ------------------------------- | ------------------------------- | ------------------------------- | ------------------------------- | ------------------------------- | ------------------------------- | ------------------------------- |
| متوسط درجة الحرارة الكبرى °م (°ف) | −7 (20)                         | −4 (25)                         | 2 (36)                          | 10 (50)                         | 18 (64)                         | 22 (72)                         | 24 (76)                         | 23 (73)                         | 18 (65)                         | 11 (52)                         | 3 (37)                          | −4 (24)                         | 9 (49)                          |
| متوسط درجة الحرارة الصغرى °م (°ف) | −17 (1)                         | −16 (3)                         | −9 (15)                         | −2 (28)                         | 5 (41)                          | 11 (51)                         | 13 (56)                         | 12 (54)                         | 8 (46)                          | 1 (34)                          | −5 (23)                         | −13 (8)                         | −1 (30)                         |
| الهطول مم (إنش)                   | 33 (1.3)                        | 25 (1)                          | 43 (1.7)                        | 61 (2.4)                        | 89 (3.5)                        | 91 (3.6)                        | 100 (4)                         | 100 (4)                         | 100 (4)                         | 81 (3.2)                        | 51 (2)                          | 36 (1.4)                        | 810 (32)                        |
| المصدر: Weatherbase               |                                 |                                 |                                 |                                 |                                 |                                 |                                 |                                 |                                 |                                 |                                 |                                 |                                 |

## وصلات خارجية
- http://www.townofstgermain.org
- The US50 - Cities and Towns in Wisconsin State
- Wisconsin Cities and Towns, Facts, Map, Flag, Colleges, Government, and More